# اس‌اس ثسیس
اس‌اس ثسیس (به انگلیسی: SS Thesis) یک کشتی بود که طول آن ۱۶۷ فوت (۵۱ متر) بود. این کشتی در سال ۱۸۸۷ ساخته شد.